# Elephas
Elephas es un género de mamíferos proboscídeos de la familia de los elefántidos. El género posee una sola especie actual, el elefante asiático (Elephas maximus), pero se conocen unas diez especies extintas conocidas por su registro fósil.

## Especies
- Elephas maximus - elefante asiático
- Elephas beyeri †
- Elephas celebensis † - elefante enano de Célebes
- Elephas cypriotes † - elefante enano de Chipre
- Elephas ekorensis †
- Elephas falconeri † - elefante enano de Sicilia
- Elephas hysudricus † — descrito de restos fósiles de las Colinas Siwalik por Falconer y Cautley, 1845;[2]
- Elephas hysudrindicus †
- Elephas iolensis †
- Elephas namadicus †
- Elephas planifrons †
- Elephas platycephalus †
- Elephas recki † - elefante africano
- Véase también el género Palaeoloxodon †